# Зоревка (Киевская область)
Зоревка (укр. Зорівка) — село, входит в Кагарлыкский район Киевской области Украины.
Население по переписи 2001 года составляло 120 человек. Почтовый индекс — 09253. Телефонный код — 4573. Занимает площадь 0,761 км². Код КОАТУУ — 3222284003.

## Местный совет
09253, Київська обл., Кагарлицький р-н, с. Кадомка, вул. Олексієнка,1

## История
В 1946 г. указом ПВС УССР село Монтрезоровка переименовано в Зоревку